# Маллинс, Крейг
Крейг Маллинс (англ. Craig Mullins; род. 1964) — американский цифровой художник и концепт-художник.

## Биография
Крейг Маллинс родился в 1964 году в Калифорнии. Когда ему было 3 года, его семья переехала в Огайо. В 18 лет Маллинс вернулся в Калифорнию, жил недалеко от Лос-Анджелеса. Учился несколько лет на иллюстратора, затем работал в компании «Ford», но вскоре понял, что его работы слишком экстремальны для автомобилестроения. Вернулся к обучению и в 1990 году получил степень бакалавра. С тех пор принимал участие во множестве проектов как иллюстратор и концепт-художник, например серия игр «Halo». Сейчас живёт на Гавайях вместе с женой и двумя детьми.